# Epidemia de dengue de 2019-2020 en Argentina
La epidemia de dengue en Argentina inició en 2019, en dicho año se registraron 3220 casos confirmados. A diciembre de 2020 se registraron 59 358 casos confirmados y 19 muertes en total.

## Cronología

### Marzo de 2020
El 7 de marzo se registraron 364 casos confirmados, 191 de la Ciudad de Buenos Aires.
El 9 de marzo, la población argentina consideraba más peligroso el dengue que el COVID-19, en referencia a la pandemia de COVID-19.
El 11 de marzo, los centros estudiantiles hicieron recomendaciones a los padres de los estudiantes de cuidado.
El 16 de marzo, un grupo de científicos argentinos descubrieron una manera más eficaz de diagnosticar el dengue.
El 17 de marzo, los casos escalaron a la cifra de 1743 y el virus se había extendido a once provincias: Córdoba, Misiones, Corrientes, Jujuy, Chaco, Entre Ríos y Santa Fe. Ese mismo día falleció un menor de 14 años en Eldorado, una de las víctimas más jóvenes.
El 27 de marzo se registraron 2942 casos confirmados.

### Abril de 2020
Para el 1 de abril la epidemia superó a la de 2016 con un total de 2942 casos confirmados.
El 3 de abril, en la provincia de Santa Fe se inició un debate sobre un proyecto para evitar el ingreso por vía fluvial a su interior, debido a la COVID-19 y al dengue.